# Matriu Pontecorvo–Maki–Nakagawa–Sakata
En física de partícules, la matriu Pontecorvo–Maki–Nakagawa–Sakata (matriu PMNS), la matriu Maki–Nakagawa–Sakata (matriu MNS), la matriu de mescla de leptons o la matriu de mescla de neutrins és una matriu de mescla unitària que conté informació sobre la desajust dels estats quàntics dels neutrins quan es propaguen lliurement i quan participen en interaccions febles. És un model d'oscil·lació de neutrins. Aquesta matriu va ser introduïda el 1962 per Ziro Maki, Masami Nakagawa i Shoichi Sakata, per explicar les oscil·lacions de neutrins predites per Bruno Pontecorvo.

## La matriu PMNS
El model estàndard de la física de partícules conté tres generacions o " sabors " de neutrins, {\displaystyle \nu _{\mathrm {e} }}, {\displaystyle \nu _{\mu }}, i {\displaystyle \nu _{\tau }}, cadascun etiquetat amb un subíndex que mostra el lepton carregat amb el qual s'associa en la interacció feble de corrent carregat. Aquests tres estats propis de la interacció feble formen una base completa i ortonormal per al neutrino del model estàndard. De la mateixa manera, es pot construir una base pròpia a partir de tres estats de neutrins de massa definida, {\displaystyle \nu _{1}}, {\displaystyle \nu _{2}}, i {\displaystyle \nu _{3}}, que diagonalitzen l'Hamiltonià de partícules lliures del neutrin. Les observacions de l'oscil·lació dels neutrins van establir experimentalment que per als neutrins, com per als quarks, aquestes dues bases pròpies són diferents: estan "rotades" una respecte a l'altra.
En conseqüència, cada estat propi de sabor es pot escriure com una combinació d'estats propis de massa, anomenada "superposició", i viceversa. La matriu PMNS, amb components {\displaystyle U_{\alpha \,i}} corresponent a l'amplitud de l'estat propi de la massa {\displaystyle \,i=1,2,3\;} pel que fa al sabor {\displaystyle ~\alpha =\;} " e ", " μ ", " τ "; parametritza la transformació unitària entre les dues bases:
{\displaystyle {\begin{bmatrix}~\nu _{\mathrm {e} }\\~\nu _{\mu }\\~\nu _{\tau }~\end{bmatrix}}={\begin{bmatrix}~U_{\mathrm {e} 1}~&~U_{\mathrm {e} 2}~&~U_{\mathrm {e} 3}\\~U_{\mu 1}&~U_{\mu 2}~&~U_{\mu 3}\\~U_{\tau 1}~&~U_{\tau 2}~&~U_{\tau 3}\end{bmatrix}}{\begin{bmatrix}~\nu _{1}\\~\nu _{2}\\~\nu _{3}~\end{bmatrix}}~.}
El vector de l'esquerra representa un neutrino genèric expressat en la base d'estat propi de sabor, i a la dreta hi ha la matriu PMNS multiplicada per un vector que representa el mateix neutri en la base d'estat propi de massa. Un neutrin d'un determinat sabor {\displaystyle \alpha } Per tant, és un estat "mixt" de neutrins amb massa diferent: si es pogués mesurar directament la massa d'aquest neutrin, es trobaria que té massa. {\displaystyle m_{i}} amb probabilitat {\displaystyle \left|U_{\alpha \,i}\right|^{2}}.
La matriu PMNS per als antineutrins és idèntica a la matriu per als neutrins amb simetria CPT.
A causa de les dificultats de detectar neutrins, és molt més difícil determinar els coeficients individuals que en la matriu equivalent per als quarks (la matriu CKM).

### Hipòtesis

#### Model estàndard
En el model estàndard, la matriu PMNS és unitària. Això implica que la suma dels quadrats dels valors de cada fila i de cada columna, que representen les probabilitats de diferents esdeveniments possibles donat el mateix punt de partida, sumen el 100%.
En el cas més simple, el model estàndard planteja tres generacions de neutrins amb massa de Dirac que oscil·len entre tres valors propis de massa de neutrins, una hipòtesi que es fa quan es calculen els valors més adequats per als seus paràmetres.

#### Altres models
En altres models la matriu PMNS no és necessàriament unitària, i calen paràmetres addicionals per descriure tots els possibles paràmetres de mescla de neutrins en altres models d'oscil·lació de neutrins i generació de massa, com el model de balancí, i en general, en el cas dels neutrins. que tenen massa majorana més que massa de Dirac.
També hi ha paràmetres de massa addicionals i angles de barreja en una simple extensió de la matriu PMNS en què hi ha més de tres sabors de neutrins, independentment del caràcter de la massa de neutrins. A partir de juliol L'any 2014, els científics que estudien l'oscil·lació dels neutrins estan considerant activament els ajustaments de les dades experimentals d'oscil·lació dels neutrins a una matriu PMNS estesa amb un quart neutrino lleuger "estèril" i quatre valors propis de massa, tot i que les dades experimentals actuals tendeixen a desfavorir aquesta possibilitat.

### Parametrització
En general, hi ha nou graus de llibertat en qualsevol matriu unitària de tres per tres. Tanmateix, en el cas de la matriu PMNS, cinc d'aquests paràmetres reals es poden absorbir com a fases dels camps de leptons i, per tant, la matriu PMNS es pot descriure completament mitjançant quatre paràmetres lliures. La matriu PMNS es parametritza més habitualment per tres angles de mescla ( {\displaystyle \theta _{12}}, {\displaystyle \theta _{23}}, i {\displaystyle \theta _{13}} ) i un angle de fase únic anomenat {\displaystyle \delta _{\mathrm {CP} }} relacionades amb violacions de paritat de càrrega (és a dir, diferències en les taxes d'oscil·lació entre dos estats amb punts de partida oposats que fa que l'ordre en el temps en què succeeixen els esdeveniments sigui necessari per predir les seves taxes d'oscil·lació), en aquest cas la matriu es pot escriure com:
{\displaystyle {\begin{aligned}&{\begin{bmatrix}1&0&0\\0&c_{23}&s_{23}\\0&-s_{23}&c_{23}\end{bmatrix}}{\begin{bmatrix}c_{13}&0&s_{13}e^{-i\delta _{\mathrm {CP} }}\\0&1&0\\-s_{13}e^{i\delta _{\mathrm {CP} }}&0&c_{13}\end{bmatrix}}{\begin{bmatrix}c_{12}&s_{12}&0\\-s_{12}&c_{12}&0\\0&0&1\end{bmatrix}}\\&={\begin{bmatrix}c_{12}c_{13}&s_{12}c_{13}&s_{13}e^{-i\delta _{\mathrm {CP} }}\\-s_{12}c_{23}-c_{12}s_{23}s_{13}e^{i\delta _{\mathrm {CP} }}&c_{12}c_{23}-s_{12}s_{23}s_{13}e^{i\delta _{\mathrm {CP} }}&s_{23}c_{13}\\s_{12}s_{23}-c_{12}c_{23}s_{13}e^{i\delta _{\mathrm {CP} }}&-c_{12}s_{23}-s_{12}c_{23}s_{13}e^{i\delta _{\mathrm {CP} }}&c_{23}c_{13}\end{bmatrix}},\end{aligned}}}
on {\displaystyle s_{ij}} i {\displaystyle c_{ij}} s'utilitzen per denotar {\displaystyle \sin \theta _{ij}} i {\displaystyle \cos \theta _{ij}} respectivament. En el cas dels neutrins de Majorana, es necessiten dues fases extra complexes, ja que la fase dels camps de Majorana no es pot redefinir lliurement a causa de la condició {\displaystyle \nu =\nu ^{c}~}. Existeix un nombre infinit de parametritzacions possibles; un altre exemple comú és la parametrització de Wolfenstein.
Els angles de mescla s'han mesurat mitjançant una varietat d'experiments (vegeu mescla de neutrins per a una descripció). La fase de violació de la CP {\displaystyle \delta _{\mathrm {CP} }} no s'ha mesurat directament, però es poden obtenir estimacions mitjançant ajustos utilitzant les altres mesures.